# Tsiipiya Terra
La Tsiipiya Terra è una struttura geologica della superficie di Titano.